# Gnadenwald
Gnadenwald ist eine Gemeinde mit 846 Einwohnern (Stand 1. Jänner 2024) im Bezirk Innsbruck-Land in Tirol (Österreich). Die Gemeinde liegt im Gerichtsbezirk Hall in Tirol.

## Geografie

### Lage
Gnadenwald liegt auf der nördlichen Inntalterrasse unterhalb des Bettelwurf. Das weit verstreute Gemeindegebiet erstreckt sich über die Kirchdörfer St. Martin und St. Michael sowie weitere Weiler.
Die Gemeinde hat einen großen Pendleranteil aufzuweisen.
Zur Gemeinde gehören auch die Hinterhornalm in 1524 m Höhe und die 20 Gehminuten östlich davon gelegene Walder Alm auf 1501 m. Gnadenwald liegt am Tiroler Jakobsweg.

### Ortsteile
Die Gemeinde Gnadenwald besteht gleichzeitig aus der gleichnamigen Katastralgemeinde. Folgende Ortsteile gehören zu Gnadenwald:
- St. Martin (Rotte)
- St. Michael (Rotte)
- Brantach (Siedlung)
- Außerwald (Zerstreute Häuser)
- Gungglkopf (Zerstreute Häuser)
- Innerwald (Zerstreute Häuser)
- Mairbach (Zerstreute Häuser)

Weitere Ortslagen der Gemeinde sind das Kloster St. Martin, die Speckbacherkapelle und die Walder Alm-Kapelle. Die einzige Alm im Gemeindegebiet ist die Walder Alm.

### Nachbargemeinden
|       | Vomp                                        |         |
| Absam | Kompassrose, die auf Nachbargemeinden zeigt | Terfens |
|       | Fritzens                                    |         |

## Geschichte
Funde einer Klinge aus Feuerstein, einer Fibel aus der späten Latènezeit und einer späteisenzeitlichen Keramik bezeugen die Besiedlung des Gebietes bereits in vorgeschichtlicher Zeit.
Die älteste urkundliche Erwähnung einer Besiedelung geht auf das Jahr 1071 zurück, als Besitz in „locis Walda“ (latinisiert für ‚Ortschaft Wald‘) und „Ǒste“ (heute Österberg) an das Kollegiatstift St. Gertrud in Augsburg als Dotation übertragen wurde. 1085 wurde der Ort als „mons supra Tervanes“ (lateinisch für „Berg oberhalb von Terfens“) genannt. 1277 werden verschiedene Schwaighöfe im heutigen Ortsgebiet urkundlich erwähnt. Bereits 1313 ist der zu dieser Zeit noch „Gemain auf dem Wald“ genannte Ort als steuerlich selbständige Gemeinde belegt, die unter der Verwaltung des Gerichtes Thaur stand.
Eine 1445 errichtete Einsiedelei wurde 1497 zu einem Kloster ausgebaut und in Folge von Schwestern des Magdalenenklosters in Absam bewohnt, bevor es 1520 abbrannte. Erst 118 Jahre später wurde das Kloster samt Kirche wieder aufgebaut und seitdem bis ins Jahr 1820 von Einsiedlern genutzt. Der Name „Gnadenwald“ ist erst 1719 erstmals urkundlich belegt, allerdings als Vulgoname. Amtlich heißt die Gemeinde erst seit 1800 so. Neben den Schwaighöfen bildeten vier Pulvermühlen und ein Steinbruch die wirtschaftliche Basis der Gemeinde.

### Bevölkerungsentwicklung
EinwohnerJahr2003004005006007008009001860189019201950198020102040EinwohnerEinwohnerentwicklung von Gnadenwald

## Kultur und Sehenswürdigkeiten

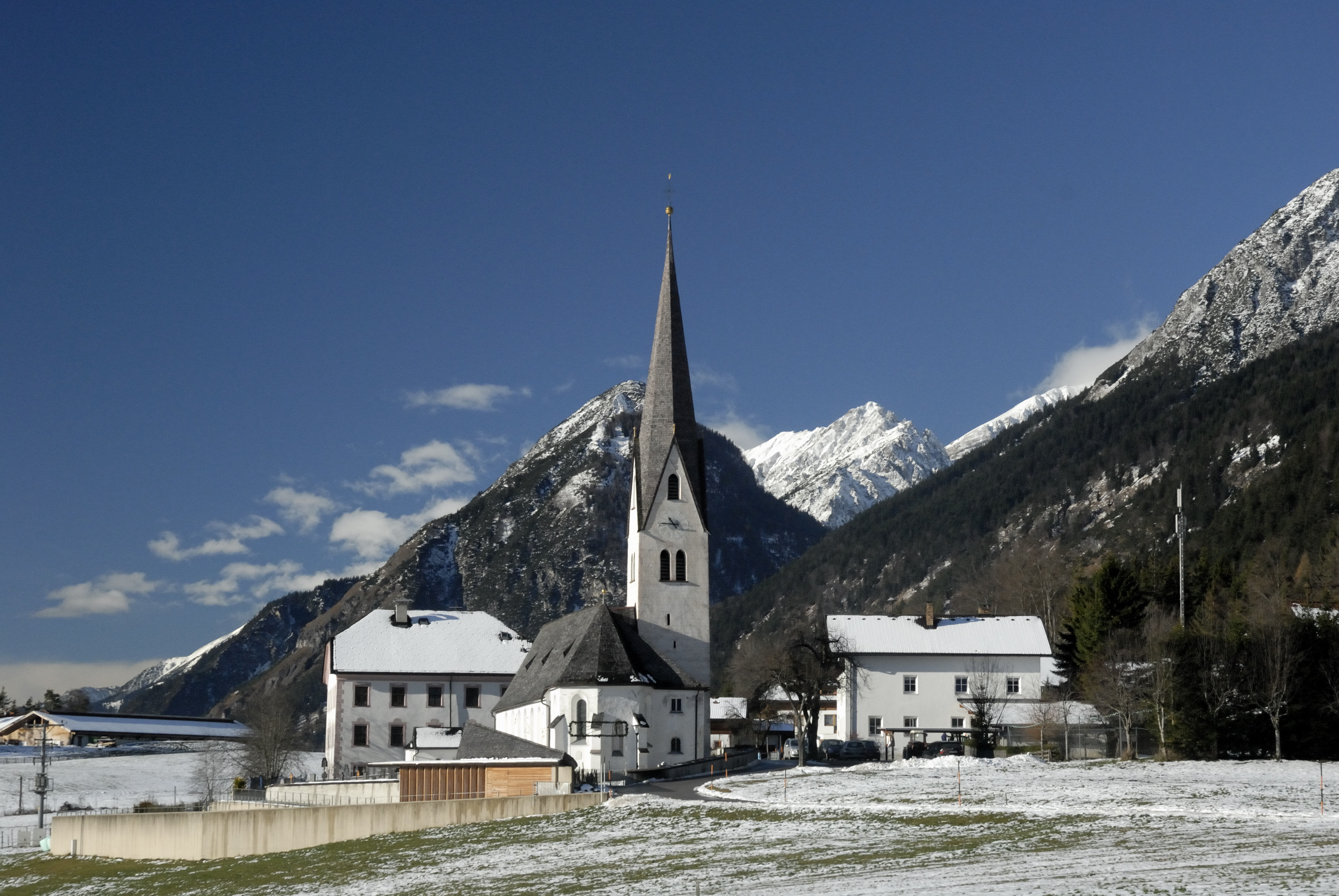
Pfarrkirche Gnadenwald im Kirchweiler St. Michael

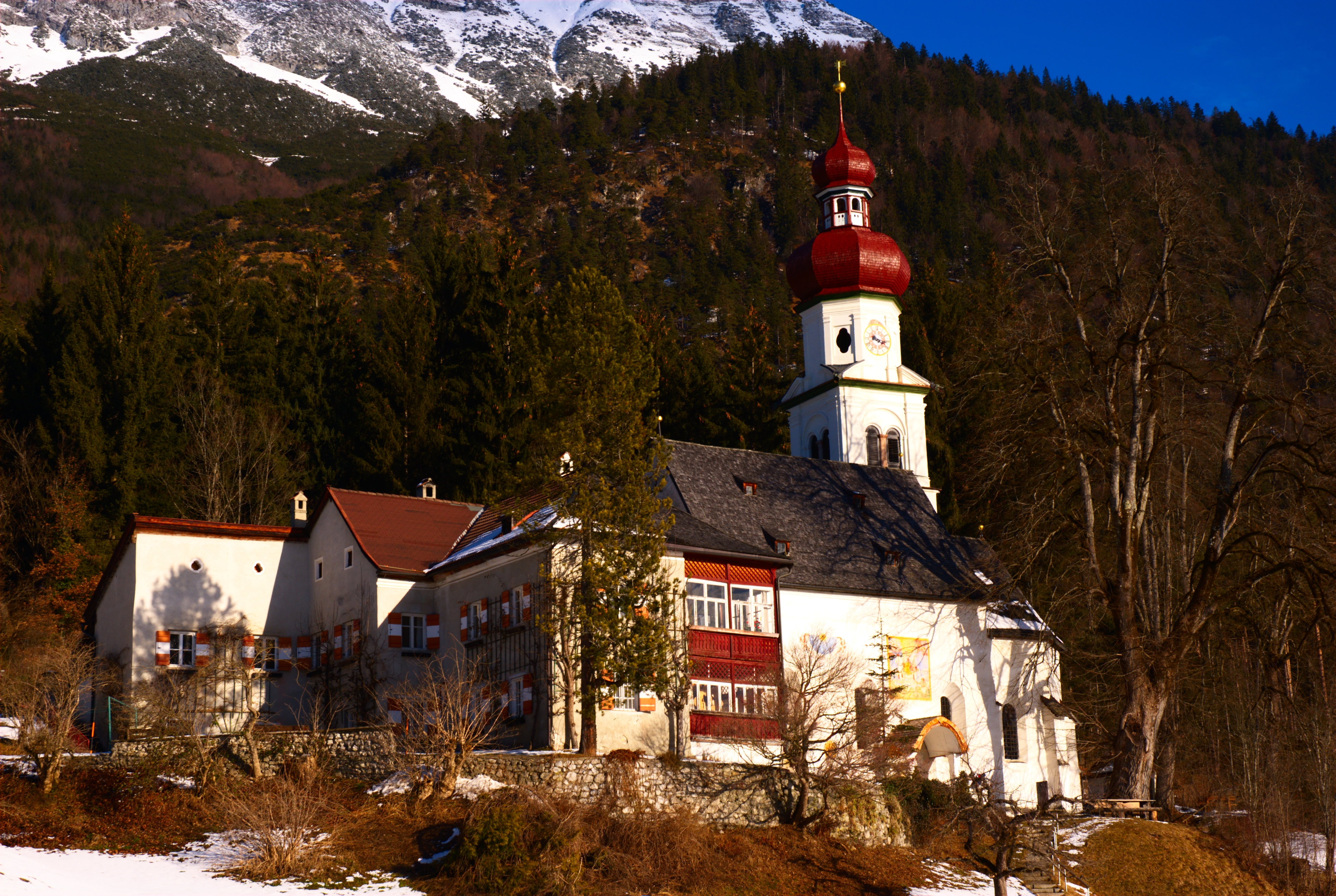
Kloster und Kirche in Sankt Martin

- Katholische Pfarrkirche Gnadenwald hl. Michael: 1337 erstmals urkundlich erwähnt, dürfte bereits zur Zeit der Missionierung dieser Gegend im 11. Jahrhundert als Holzkirche gebaut worden sein. 1741 wurde sie barockisiert und 1825 verlängert, wodurch sie jetzt zu lang im Verhältnis zu ihrer Breite ist. Der Turm und die schmalen Kirchenfenster zeigen heute noch die gotischen Wurzeln der Kirche. Die Deckenfresken des Götzner Malers Anton Kirchebner aus dem Jahre 1730 sind wegen der Darstellung der Gnadenwalder Landschaft mit den beiden Kirchen und der damaligen Volkstracht bemerkenswert. Das an die Kirche angeschlossene Widum wurde 1741 erbaut, als Gnadenwald zur Kuratie erhoben wurde. 1908 wurde zur 60-Jahr-Feier der Thronbesteigung Kaiser Franz Josephs eine Linde vor der Kirche gepflanzt.
- Die Benefiziatskirche zum Hl. Martin geht auf eine bereits im 11. Jahrhundert erbaute Kapelle bei einem Jagdhaus zurück. Ab 1445 war eine Einsiedelei angeschlossen, die später zu einem Kloster ausgebaut wurde, das jedoch 1520 mitsamt der Kirche abbrannte. Der 1638 fertiggestellte Neubau wurde 1724–1732 barockisiert. Der Kirchturm wurde im Jahre 1692 vollkommen neu gebaut, da der ursprüngliche 1670 bei einem Erdbeben beschädigt worden war.
- Die Speckbacher Gedächtniskapelle steht heute an der Stelle des Geburtshauses von Josef Speckbacher und erinnert damit an den Tiroler Freiheitskämpfer.
- Die Kapelle Maria Schutz oberhalb der Walder Alm wurde 1965 bis 1967 von Heimkehrern aus dem Zweiten Weltkrieg aus Dankbarkeit über den überlebten Krieg gestiftet.[3][4]

## Politik
Die letzten Bürgermeisterwahlen fanden gleichzeitig mit den Gemeinderatswahlen 2022 statt.
Profeta Adelheid war 2016 die einzige Kandidatin und löste Günter Strasser ab. Sie wurde 2022 wieder als einzige Kandidatin gewählt.
| Partei                                                          | 2022    | 2022    | 2022                 | 2016             | 2016             | 2016                 |
| Partei                                                          | Prozent | Stimmen | Sitze im Gemeinderat | Prozent          | Stimmen          | Sitze im Gemeinderat |
| --------------------------------------------------------------- | ------- | ------- | -------------------- | ---------------- | ---------------- | -------------------- |
| Perspektive Gnadenwald (PERSPEKT)                               | 33,46   | 170     | 4                    | nicht kandidiert | nicht kandidiert | nicht kandidiert     |
| Zusammen für Gnadenwald – Team Heidi Profeta (HEIDI)            | 30,12   | 153     | 3                    | 35,10 %          | 164              | 4                    |
| Wir Gnadenwalder – Das Gegengewicht (GEGENGEW)                  | 19,69   | 100     | 2                    | 35,10 %          | 172              | 4                    |
| Gemeinschaftsliste Gnadenwald mit VzBgm Uli Mayerhofer (GLG) 1) | 16,73   | 85      | 2                    | 31,43 %          | 154              | 3                    |

1) Die Partei trat 2016 unter dem Namen „Gemeinschaftsliste Gnadenwald“ an. 

## Söhne und Töchter der Gemeinde
- Josef Speckbacher (1767–1820), Tiroler Freiheitskämpfer
- Walther Hörmann von Hörbach (1865–1946), Kirchenrechtler, Rektor der Universität Czernowitz und der Universität Innsbruck
- Carmen Brucic (* 1972), Künstlerin